# غلام‌محمد میمنگی
پروفیسور غلام‌محمد مَیمَنگی (۱۲۵۲–۱۳۱۴) نقاش برجسته و مشروطه‌خواه افغانستانی بود.

## سرگذشت
او در میمنه زاده شد. هنگامی که هفت ساله بود پدرش عبدالباقی مینگ‌باشی به اتهام دست داشتن در اغتشاش همراه خانواده‌اش در سال ۱۳۰۱ قمری به فرمان امیر عبدالرحمن خان راهی کابل شده و در آنجا بعد از چند روز همراه تنی چند از امرای محلی ترکستان افغانستان به جرم مخالفت با امیر به دار آویخته می‌شوند. پی از کشته شدن پدرش آن‌ها به حال تبعید و تحت نظارت با فقر و فلاکت در کابل زندگی می‌کردند. وی برای رفتن به زادگاهش نامه‌ای برای امیر عبدالرحمن خان می‌نویسد و برای اینکه توجهٔ امیر را به خود جلب نماید، نقاشی پرنده‌ای را نیز کشیده و ضمیمهٔ نامه نموده نزد امیر می‌فرستد. امیر با دیدن آن رسم، از استعداد غلام محمد نوجوان حیرت‌زده شد و امر کرد تا در کوتی باغچهٔ ارگ به نقاشی بپردازد و نیز نزد جان گری کارمند سفارت انگلیس در کابل و پزشک ویژه‌اش شاگرد شود.
وی پس از فرا گرفتن هنر نقاشی، در مکتب حبیبیه به عنوان استاد استخدام شد و به تدریس نقاشی می‌پرداخت؛ در مکتب حبیبه وی با استادان هندی و بعضی روشنفکران مشروطه‌خواه آشنا می‌شود. این آشنایی موجب می‌شود که وی به فعالیت‌های سیاسی روی بیاورد. به این گونه، غلام محمدخان با شور و جدیت تمام وارد تشکیلات مخفی مشروطه‌خواهان به نام «جمعیت سری» شد.
در سال ۱۹۰۹ میلادی که عریضهٔ مشروطه‌خواهان را به جلال‌آباد به حضور امیر حبیب‌الله خان برد به امر امیر زندانی شد و دو سال در زندان بود. در سال ۱۹۲۱ به اروپا غرض تحصیل اعزام گردید و بعد از ختم تحصل در آلمان به افغانستان برگشت و مدیر مکتب صنایع مقرر شد.
پروفسور غلام‌محمد میمنگی در ۱۴ قوس (۱۳۱۴ هجری) به سن ۶۲ سالگی در خانهٔ شخصی‌اش در باغ نواب شهر کابل درگذشت و در حضیرهٔ عاشقان و عارفان کابل به خاک سپرده شد. در سال ۱۳۶۲ از طرف اتحادیهٔ هنرمندان افغانستان مربوطهٔ وزارت اطلاعات کشور افغانستان سازمان مشتمل از هنر خطاطی، رسامی و میناتوری بنام نگارستان غلام‌محمد میمنگی تأسیس گردید.